# Tapinoma emeryanum
Tapinoma emeryanum este o specie de furnici din genul Tapinoma. Descrisă de Nikolaj Nikolajevitsch Kuznetsov-Ugamsky în 1927, specia este endemică în Kazahstan și Kârgâzstan.